# Monumento Luther (Washington, D.C.)

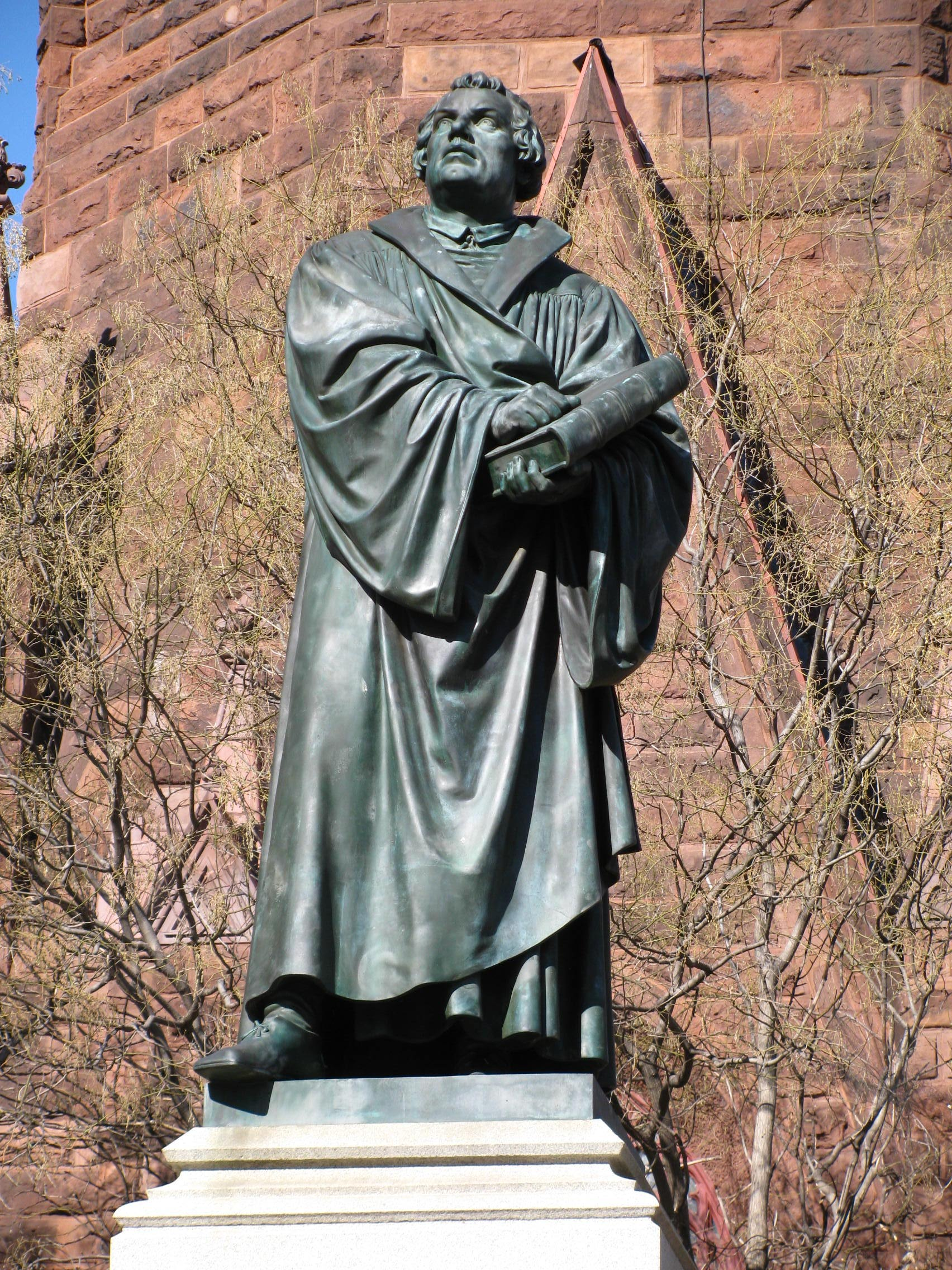
Réplica do Lutherdenkmal (Monumento Luther) por Ernst Friedrich August Rietschel em Worms, Alemanha.

O Monumento Luther é uma obra de arte pública localizada na Luther Place Memorial Church em Washington, DC, Estados Unidos. O monumento a Martinho Lutero, o teólogo e reformador protestante, é um retrato de corpo inteiro em bronze. É uma cópia da estátua criada por Ernst Friedrich August Rietschel como parte do Monumento a Lutero de 1868 em Worms, Alemanha. O monumento foi originalmente pesquisado como parte da pesquisa em 1993 Salvar a Escultura ao Ar Livre do Smithsonian.

## Em formação
Martinho Lutero é fundido a partir de um molde original de uma estátua de Rietschel que faz parte do Monumento a Lutero, em Worms, Alemanha, um conjunto de esculturas ali instalado em 1868. A versão em Washington inspirou a instalação de onze outras estátuas iguais nos Estados Unidos. Foi instalado em 1884.

## Doença
Esta escultura foi examinada em 1993 quanto ao seu estado e foi decidido que o tratamento era "urgente".